# Anđela Bulatović
Anđela (Dragutinović) Bulatović (Podgorica, 15 de janeiro de 1987) é uma handebolista profissional montenegrina, medalhista olímpica.
Anđela Bulatović fez parte do elenco da medalha de prata inédita da equipe montenegrina, em Londres 2012. 